# Fingo
Fingo — одно из первых в России мобильных приложений с дополненной реальностью. Fingo призвано упростить и сделать наглядным процесс выбора мебели. Приложение даёт пользователям возможность увидеть в своём интерьере в режиме реального времени трёхмерные модели мебели.
Приложение предназначено для пользователей мобильных устройств на базе iOS.

## История
Пилотная версия приложения Fingo была выпущена в октябре 2012 года. В мае 2013 года вышла полностью обновлённая версия приложения с расширенным функционалом.
Приложение получило высокие оценки участников московской выставки «Мебель» и крупнейших мировых выставок Imm Cologne, iSaloni, MATE, ISMO, а также эксперта Российской венчурной компании, декана ВШМРБ НИУ «Высшей школы экономики» Татьяны Комиссаровой, подготовившей экспертное заключение для проекта.
Проект был приглашён участвовать в следующих стартап-конференциях:
IDCEE 2013 (Киев), WebSummit (Дублин), Startup Village (Москва), Форум «Открытые инновации», UpStart Conf, STARTUP CONTEST, StartUp Point, Russian Startup tour Road Show.
Рейтинг Fingo как стартапа — «А» (высокая вероятность успеха).

## Ключевые функции
- Интерактивный каталог мебели

В основе Fingo — каталог с 3D-моделями мебели разных производителей и технология дополненной реальности, позволяющая «видеть» эти модели в реальном интерьере.
Пользователи могут выбирать, расставлять и рассматривать виртуальные предметы мебели со всех сторон, как будто они действительно находятся в комнате. При этом размер выбранной 3D-модели точно соответствует реальному объекту.
В приложении удобно подбирать разные модели мебели, есть возможность выбора любой комплектации и расцветки. Все модели изображены максимально реалистично с проработкой мелких деталей. Реализована функция отправки заявки производителям мебели.
- Система визуального восприятия

Используя приложение, пользователь получает моментальный результат — новая мебель сразу видна в интерьере его дома. Моделирование пространства реализовано с помощью технологии дополненной реальности, которая позволяет увидеть интерьер с 3D-объектами в режиме реального времени. За стабильность изображения и качество модели отвечает картинка-маркер, которую необходимо разместить на полу комнаты.
- Связь с социальными сетями

Fingo позволяет сохранить результаты компоновки мебели в виде фотографий, на которых изображение реального интерьера совмещено с виртуальной мебелью.
Сервис интегрируется с социальными сетями, что даёт возможность пользователям выкладывать фотографии с новой мебелью и обсуждать свой выбор с друзьями.

## Маркер
Маркер — это специальная картинка, которая служит меткой для визуализации виртуальных объектов в нужном месте. Специальное программное обеспечение с помощью маркера распознаёт объекты в кадре и дополняет их 3D-моделями.